# Лесной (приток Кеми)
Лесной, Погашомба — ручей в России, протекает по территории Кривопорожского сельского поселения Кемского района Республики Карелии. Длина ручья — 11 км.
Ручей берёт начало из озера Тутанлампи и далее течёт преимущественно в юго-восточном направлении по заболоченной местности.
Ручей в общей сложности имеет шесть малых притоков суммарной длиной 15 км.
Втекает по левому берегу в реку Кемь.
В нижнем течении Лесной пересекает автодорога местного значения 86К-3 («Р21 „Кола“ — Калевала — Лонка»)
Населённые пункты на ручье отсутствуют.
Код объекта в государственном водном реестре — 02020001012202000004655.